# Jean-Guillaume de Montigny
Jean-Guillaume de Montigny est un éditeur et imprimeur montréalais, membre de l'Institut canadien de Montréal. En 1849, il fonde le Moniteur canadien, journal libéral et patriote fidèle à Louis-Joseph Papineau et à Denis-Benjamin Viger. Il meurt en 1853.

## Sources
- Jos. L. Lafontaine, L'Institut canadien en 1855, Montréal, Senecal & Daniel, 1855.
- Jean-Paul Bernard, Les Rouges, Libéralisme, nationalisme et anticléricalisme au milieu du XIXe siècle, Presses de l'Université du Québec, 1971.